# Euphorbia vaccaria
Euphorbia vaccaria är en törelväxtart som beskrevs av Henri Ernest Baillon. Euphorbia vaccaria ingår i släktet törlar, och familjen törelväxter. Inga underarter finns listade i Catalogue of Life.